# Сапроново (Великолукский район)
Сапро́ново — деревня в Великолукском районе Псковской области России. Входит в состав сельского поселения «Пореченская волость».
Расположена в 35 км к югу от райцентра Великие Луки и в 5 км к северо-востоку от волостного центра Поречье.

## Население
Численность населения деревни составляет на 2000 год — 41 житель, на 2010 год — 32 жителя.